# Orla Jørgensen
Orla Jørgensen, född 25 maj 1904 i Gentofte, död 29 juni 1947 i Gentofte, var en dansk tävlingscyklist.
Jørgensen blev olympisk guldmedaljör i linjeloppet vid sommarspelen 1928 i Amsterdam.